# Frank Clement (Rennfahrer)

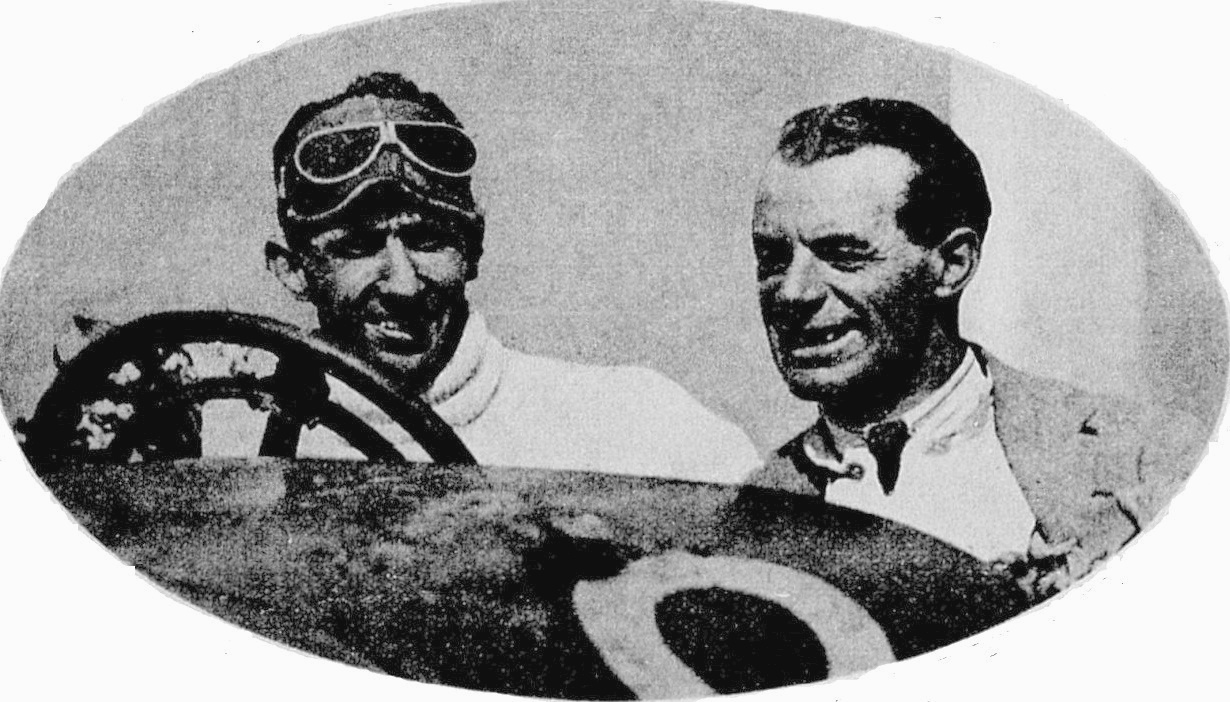
John Duff mit Frank Clement (rechts) beim 24-Stunden-Rennen von Le Mans 1924

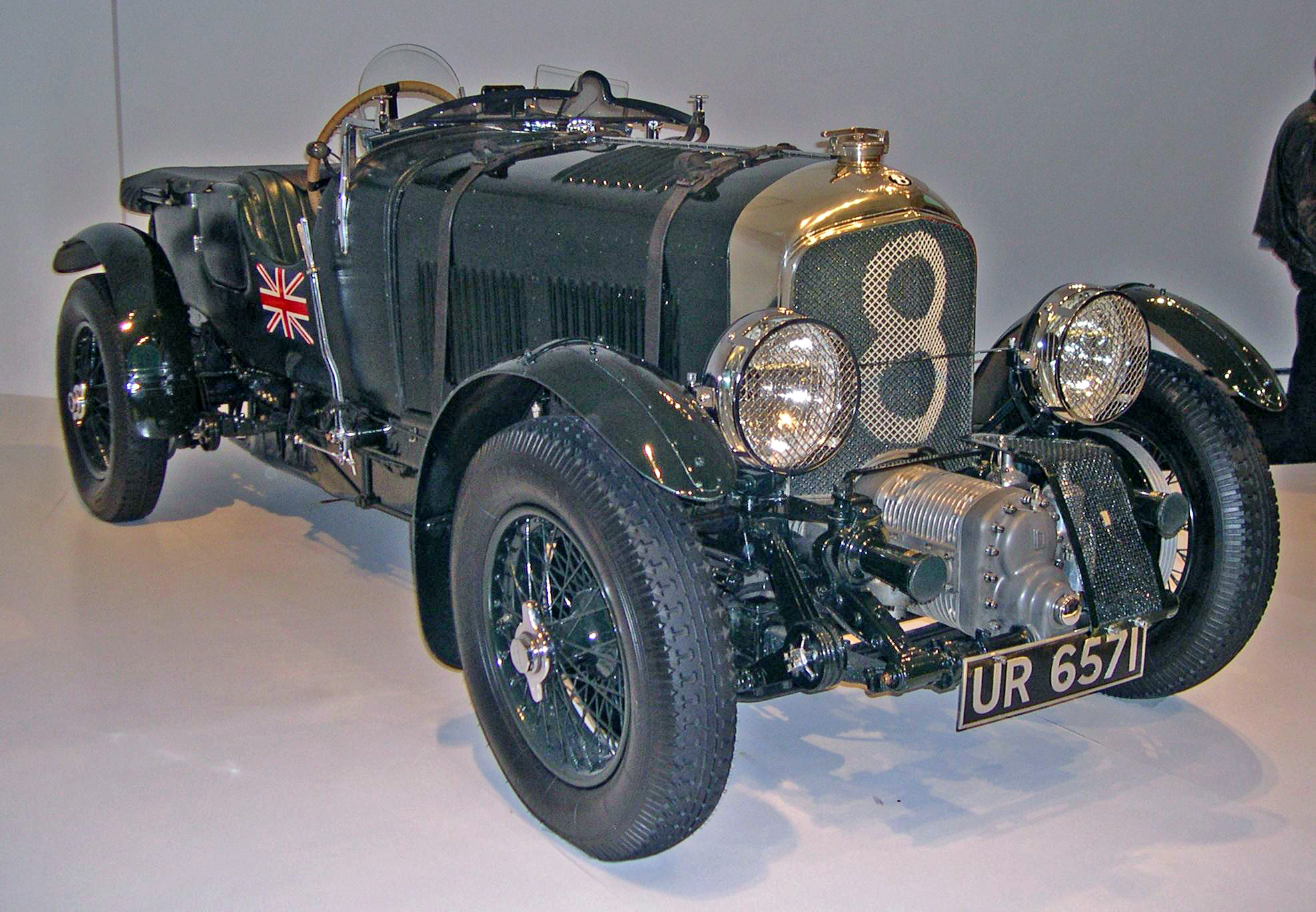
Der 4,5-Liter-Bentley mit der Nummer 8, mit dem Frank Clement 1929 gemeinsam mit Jean Chassagne Vierter in Le Mans wurde

Francis Charles „Frank“ Clement (* 15. Juni 1888 in Berkhamsted; † 15. Februar 1970 in Hexham) war ein britischer Autorennfahrer.

## Karriere
Frank Clement war Testfahrer bei Bentley, als ihn der Firmeneigner Walter Owen Bentley bat, als Teampartner von John Duff 1923 beim 24-Stunden-Rennen von Le Mans an den Start zu gehen. Duff setzte einen Bentley 3 Litre Sport ein und wurde vom Werk tatkräftig unterstützt. Das Rennen beendete das Duo auf dem vierten Gesamtrang. Ein Jahr später folgte der größte Erfolg von Clement im Motorsport, als er, wieder gemeinsam mit Duff, das 24-Stunden-Rennen gewann.
Als Bentley ein Jahr später als Werksmannschaft nach Le Mans kam, wurde der Brite einer der legendären Bentley Boys. Bis zum Rückzug von Bentley 1930 war er jedes Jahr an der Sarthe am Start. Nach mehreren Ausfällen erreichte er 1929 mit dem vierten und 1930 mit dem zweiten Gesamtrang noch einmal zwei Spitzenplatzierungen bei diesem Langstreckenrennen.
Er starb im Februar 1970.

## Statistik

### Le-Mans-Ergebnisse
| Jahr | Team                | Fahrzeug                    | Teamkollege        | Platzierung | Ausfallgrund |
| ---- | ------------------- | --------------------------- | ------------------ | ----------- | ------------ |
| 1923 | Capt. John F. Duff  | Bentley 3 Litre Sport       | Capt. John F. Duff | Rang 4      |              |
| 1924 | Duff & Adlington    | Bentley 3 Litre             | Capt. John F. Duff | Gesamtsieg  |              |
| 1925 | Capt. John Duff     | Bentley 3 Litre Sport       | Capt. John F. Duff | Ausfall     | Wagenbrand   |
| 1926 | Bentley Motors Ltd. | Bentley 3 Litre Speed Model | George Duller      | Ausfall     | Motorschaden |
| 1927 | Bentley Motors Ltd. | Bentley 4 ½ Litre           | Leslie Callingham  | Ausfall     | Unfall       |
| 1928 | Bentley Motors Ltd. | Bentley 4 ½ Litre           | Dudley Benjafield  | Ausfall     | Kühler       |
| 1929 | Bentley Motors Ltd. | Bentley 4 ½ Litre           | Jean Chassagne     | Rang 4      |              |
| 1930 | Bentley Motors Ltd. | Bentley Speed Six           | Richard Watney     | Rang 2      |              |